# Puck (gmina)
Puck est une gmina rurale du powiat de Puck, Poméranie, dans le nord de la Pologne. Son siège est la ville de Puck, bien qu'elle ne fasse pas partie du territoire de la gmina.
La gmina couvre une superficie de 243,29 km2 pour une population de 21 868 habitants.

## Géographie
La gmina inclut les villages de Beka, Błądzikowo, Brudzewo, Celbówko, Celbowo, Czarna Góra, Czarny Młyn, Czechy, Dana, Darżlubie, Domatówko, Domatowo, Głuszewo, Gnieżdżewo, Kaczyniec, Łebcz, Leśniewo, Łyśniewo, Mała Piaśnica, Mechowo, Mieroszyno, Mieroszyno-Wybudowanie, Moście Błota, Mrzezino, Muza, Osłonino, Podgóry, Połchowo, Połczyno, Pustki, Radoszewo, Rekowo Górne, Rzucewo, Sikorzyno, Sławutówko, Sławutowo, Smolno, Starzyno, Starzyński Dwór, Strzelno, Swarzewo, Werblinia, Widlino, Wielka Piaśnica, Zdrada, Zele et Żelistrzewo.
La gmina borde les villes de Puck, Reda, Rumia et Władysławowo, et les gminy de Kosakowo, Krokowa et Wejherowo.